# 錦織淳
錦織 淳（にしこおり あつし、1945年7月30日 - ）は、日本の弁護士、政治家。元衆議院議員（1期）。島根県出雲市（旧平田市）出身。

## 概要
島根県立出雲高等学校卒業後、宇宙物理学者になろうと東京大学理科一類へ入学するも自信喪失に陥り、翌年 同文科一類を受け直す。3年の専門課程では法学部へ進学し、在学中に旧司法試験と国家公務員上級試験に合格。
1970年、東大法学部を卒業。司法修習24期、26歳で弁護士となり、日本弁護士連合会常務理事などを歴任。その間に水俣病などの公害訴訟などを手がけた。
1993年、第40回衆議院議員総選挙に無所属で故郷の島根県全県区から出馬、途中で新党さきがけの公認を得て初当選した。1994年に村山内閣が成立すると、1年生議員ながら内閣総理大臣補佐に就任。
1996年に新党さきがけが分裂した際、錦織は参院初当選間もない水野誠一と共にさきがけに残留した。同年、小選挙区制導入後初の衆院選である第41回衆議院議員総選挙では島根2区から出馬したが、自由民主党で元首相の竹下登に敗れ、落選。1998年、民主党の誘いを受け、同党に入党する。2000年の第42回衆議院議員総選挙では再び島根2区から出馬。自民党は引退した竹下登元首相の弟・亘を擁立した。投票日直前に竹下登が急逝したため保守王国・島根では竹下に同情票が集まり、錦織はダブルスコアの大差で竹下に敗れ、再び落選。2001年の第19回参議院議員通常選挙では比例区から出馬したが、またも落選した。その後は弁護士として諫早湾の干拓反対訴訟に関与していた。
2003年の第43回衆議院議員総選挙では選挙区を東京17区に移したものの、自民党の平沢勝栄に大敗。2005年の第44回衆議院議員総選挙でも落選したため、2006年2月に政界引退を表明した。政界引退後は日本女子プロ将棋協会の設立に尽力し、同協会の顧問弁護士も務めた。

## 人物
- さきがけで田中秀征と出会い、その影響を強く受けた。
- 衆議院議員時代には水俣病問題や、中海干拓計画の中止問題に尽力した。また、住宅金融債権管理機構の社長に中坊公平を推挙したのは錦織であると言われている。[3]
- 元秘書の矢農誠は元北海道苫小牧市議会議員。
- 元秘書の橋本哲寿は元埼玉県越谷市議会議員。
- 著書に『この日本はどうなる』（田中秀征との共著）、『死刑の遺伝子』（島田荘司との共著）などがある。